# Bolszaja Czagotma
Bolszaja Czagotma (ros. Большая Чаготма) – wieś w Rosji, w rejonie waszkińskim obwodu wołogodzkiego. W 2010 r. liczyła 9 mieszkańców.